# Aster (raket)
De Aster is een luchtdoelraket die in de jaren 1990 werd ontwikkeld door het Frans-Italiaanse Eurosam. Een variant van de Aster 30 specifiek voor verdediging tegen ballistische raketten werd later door MBDA ontwikkeld. De Aster-raket is een verdedigingswapen tegen raketten en vliegtuigen en bestaat in twee varianten: de Aster 15 voor korte- en middellange afstand met een bereik tot dertig kilometer en de Aster 30 voor lange afstanden tot 120 kilometer. De Aster 30 heeft daarvoor een krachtiger aandrijving dan de Aster 15. De raket die de Aster aandrijft wordt toegeleverd door Roxel. De raket is ontworpen om op het doelwit in te vliegen. Dankzij de "PIF-PAF"-stuwstraalbesturing in het midden van de raket, kan deze zeer scherpe manoeuvres tot 60 g maken.

## Varianten
Aster 15De korteafstandsraket bedoeld voor de luchtverdediging van marineschepen.
Aster 30De langeafstandsraket voor de luchtverdediging van marineschepen.
Aster 30 Block 1De langeafstandsraket voor luchtverdediging op land. Deze kan ballistische raketten met een bereikt tot 600 kilometer onderscheppen.
Aster 30 Block 1NTEen versie met verbeterde geleiding, waarvan de ontwikkeling eind 2015 begon. Deze kan raketten met een bereik tot 1500 kilometer onderscheppen.
Aster 30 Block 2Geplande verdere verbetering die raketten met een bereik tot 3000 kilometer moet kunnen onderscheppen.

## Systemen
De Aster-raket wordt ingezet als onderdeel van enkele luchtverdedigingssystemen die de raket altijd verticaal lanceren:
SAAM – Surface-to-Air Anti-MissileSAAM wordt geïnstalleerd op marineschepen en maakt gebruik van de Aster 15 ter verdediging tegen antischeepsraketten.
SAMP/T – Surface-Air Moyenne Portee/TerrestreDeze is de variant voor luchtverdediging tegen ballistische raketten, kruisvluchtwapens, gevechtsvliegtuigen en drones te land. SAMP/T maakt gebruik van de Aster 30, die vanuit een op een vrachtwagen geïnstalleerde lanceerder wordt gelanceerd.
PAAMS – Pricipal Anti-Air Missile SystemPAAMS is een verdedigingssysteem tegen raketten en vliegtuigen. Dit project wordt beheerd door EuroPAAMS, waarvan Eurosam twee derde bezit.

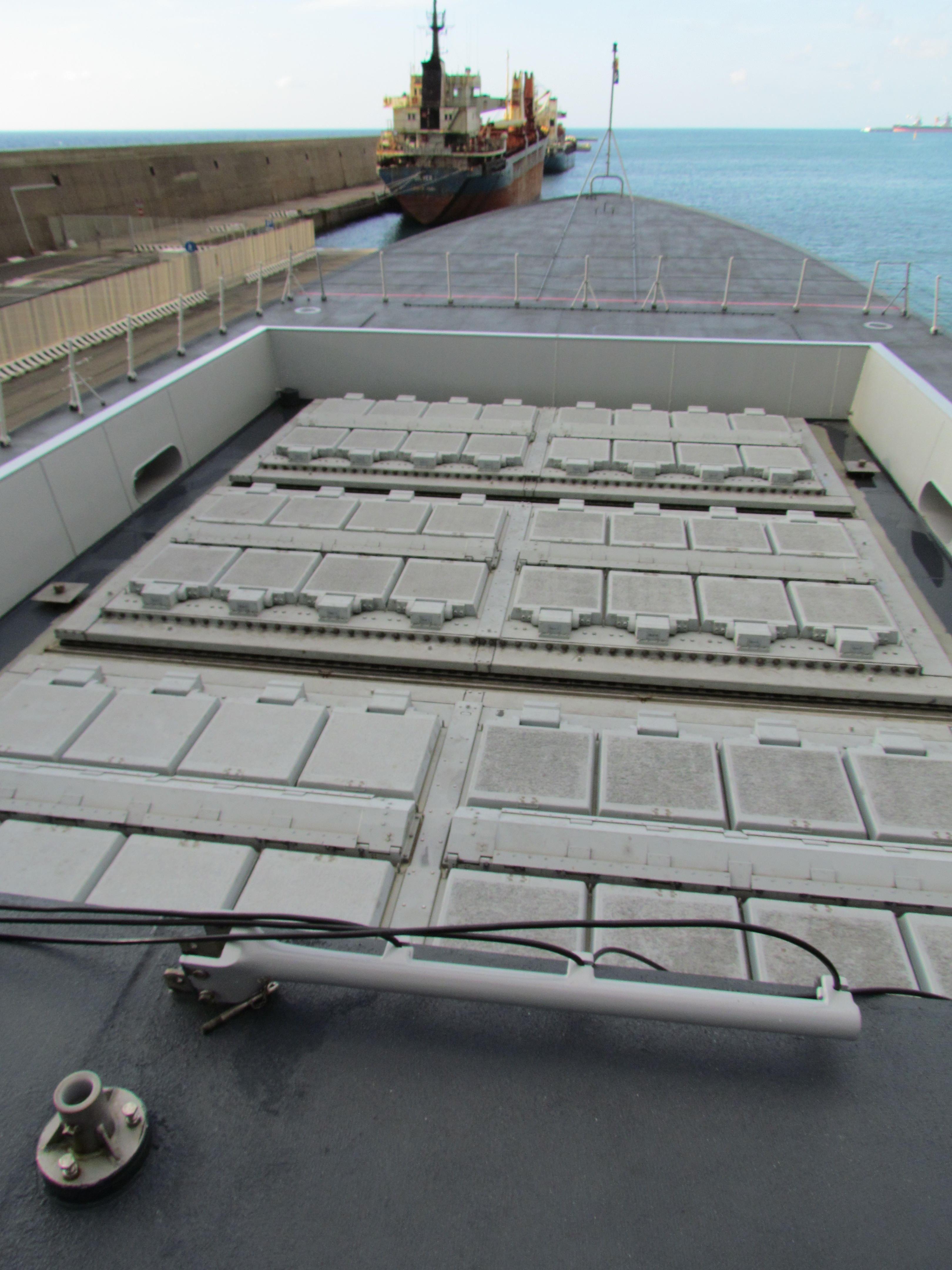
Aster-lanceerders op de Italiaanse torpedobootjager Caio Duilio.
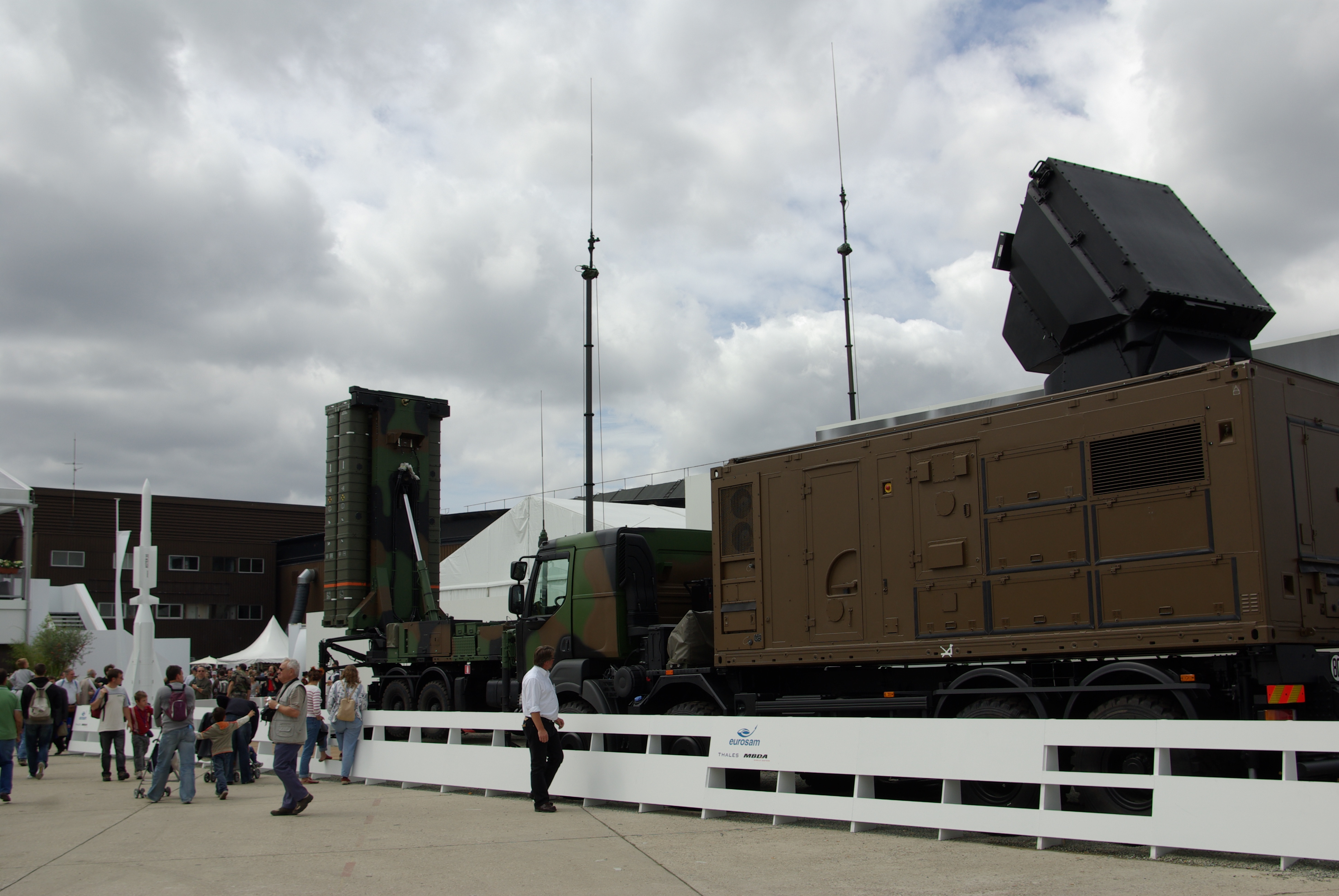
Een SAMP/T-systeem, met op de voorgrond de radar en daarachter de lanceerinrichting.
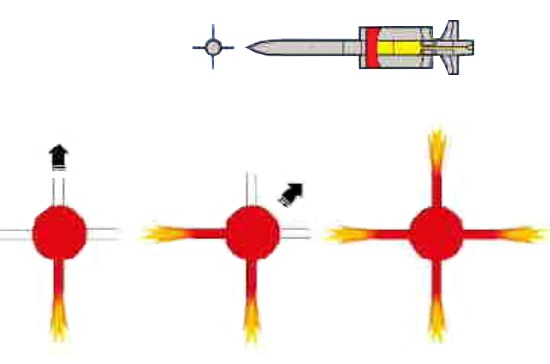
Schema van de PIF-PAF-besturing.

## Geschiedenis
In de jaren 1980 ontbrak Europa een eigen langeafstandsraket en dus spraken Frankrijk en Italië af de zogenaamde Toekomstige Familie Luchtdoelraketten te ontwikkelen. In 1989 werd daartoe het bedrijf Eurosam opgericht. De bedoeling was om het nieuwe systeem zowel op zee als op land in te zetten. Frankrijk en Italië beoogden het te installeren op hun nieuwe vliegdekschepen Charles de Gaulle en Cavour.
In juli 1995 kon een Aster 30-raket voor het eerst een vliegend doelwit onderscheppen. Twee jaar later werd het eerste productiecontract getekend voor de Franse en Italiaanse krijgsmachten. In 1998 kocht de Koninklijke Saoedische marine drie SAAM-F-systemen voor haar Al Riyadhklasse-fregatten. Midden 1999 werd het PAAMS-systeem, dat al gebruik maakte van de Aster-raket, toegevoegd aan het programma. In 2002 werd voor het eerst een operationele Aster gelanceerd vanaf het Franse vliegdekschip Charles de Gaulle.
Frankrijk heeft ook Asters gekocht voor de Horizonklasse-fregatten. De Formidableklasse-fregatten van de Singaporese marine werden er eveneens mee bewapend. Ook de FREMM-klasse-fregatten van Frankrijk, Italië, Marokko en Egypte zijn voorzien van Aster-luchtdoelraketten. Het in 2014 opgeleverde LPD Kalaat Béni Abbès van de Algerijnse marine is ook voorzien van Asters. De Britse marine heeft zijn Daringklasse-torpedobootjagers uitgerust met Aster-raketten.